# Kastoria
Kastoria (griechisch Καστοριά [kastɔˈrja] (f. sg.), albanisch Kostur(i), bulgarisch/mazedonisch Костур Kostur, türkisch Kesriye, aromunisch Kastoria) ist eine Stadt im Nordwesten Griechenlands und eine Gemeinde im Regionalbezirk Kastoria der Region Westmakedonien.

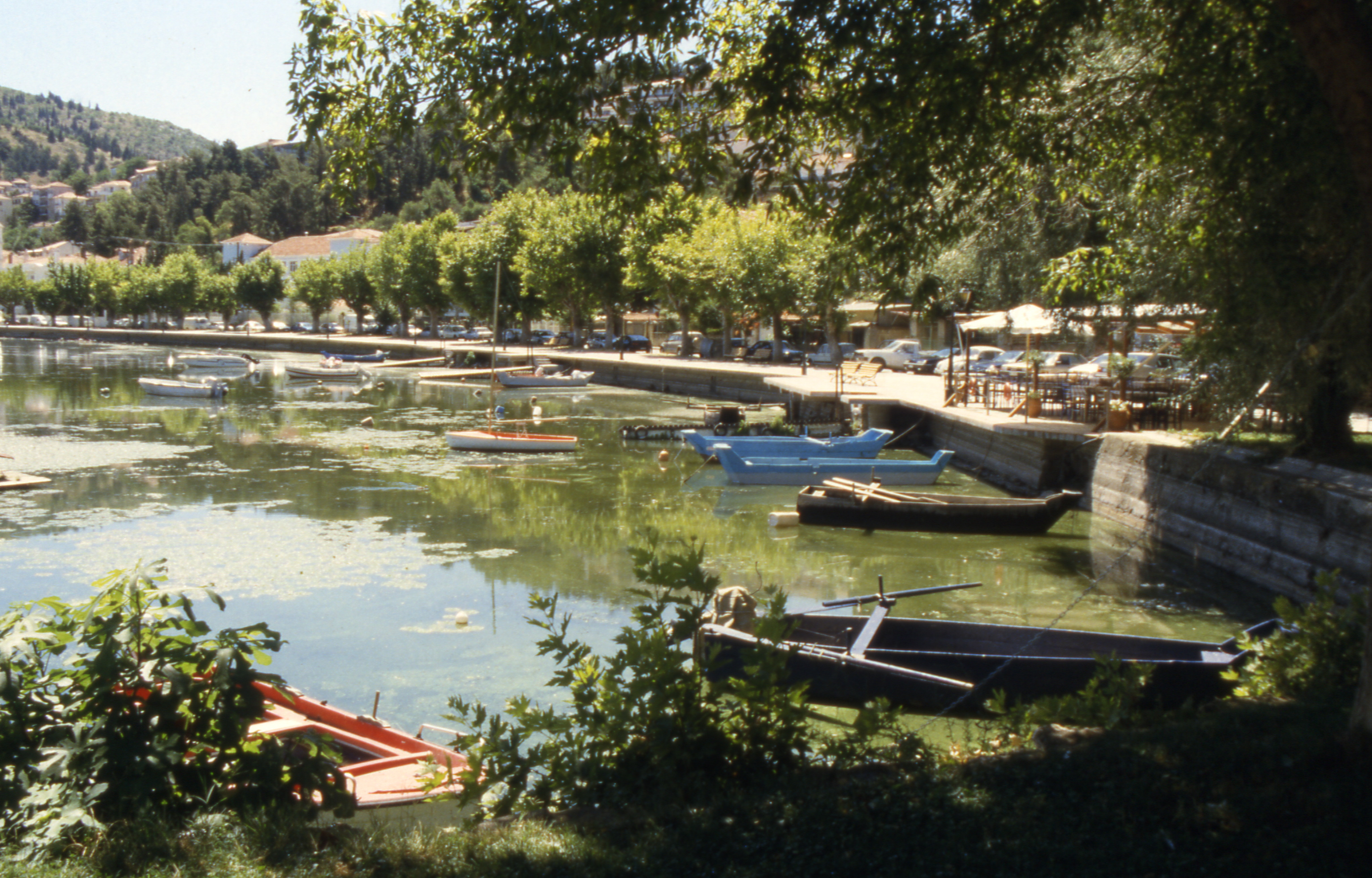
Uferpromenade in Kastoria

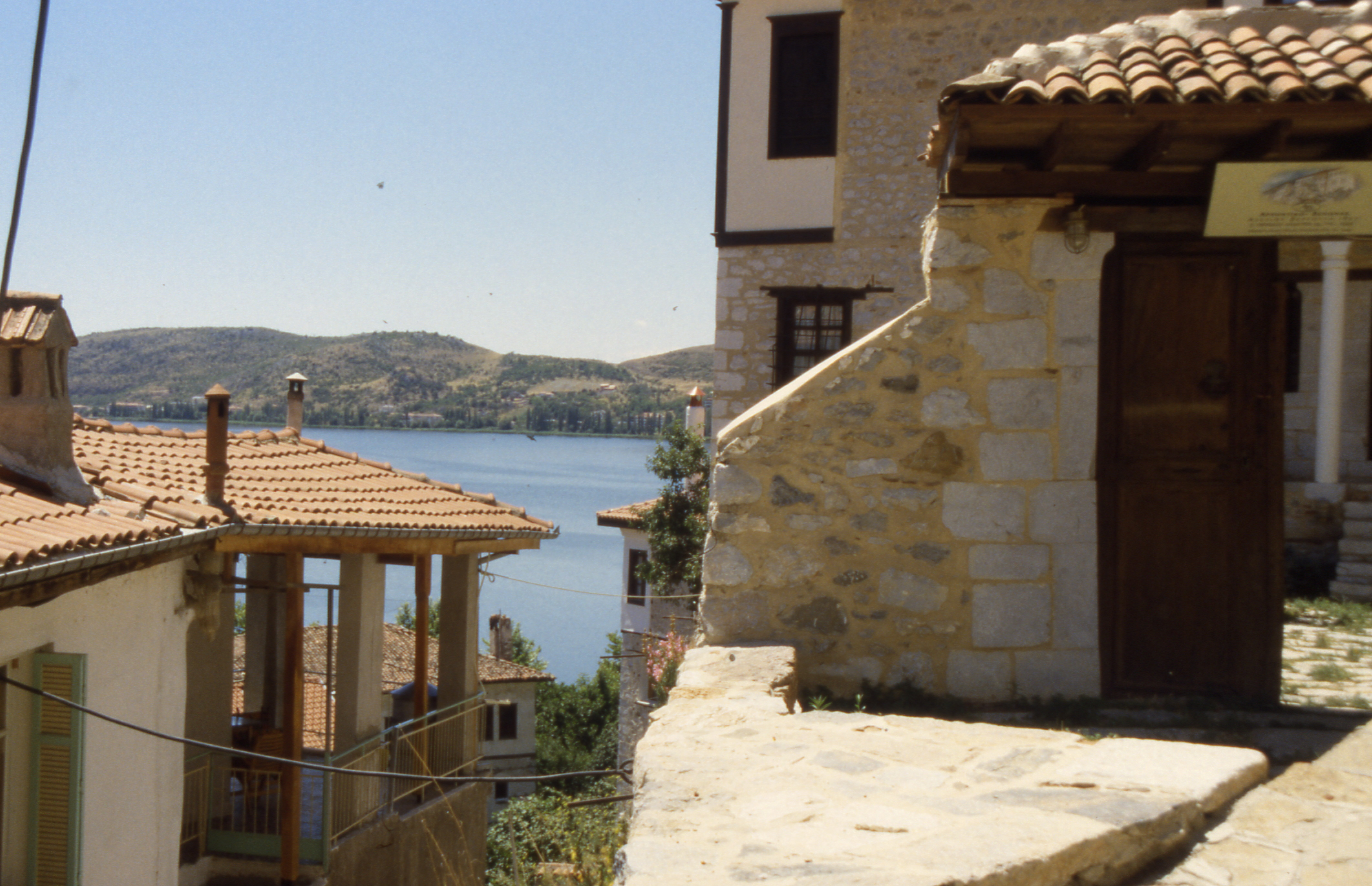
Kastoria, Blick zum See

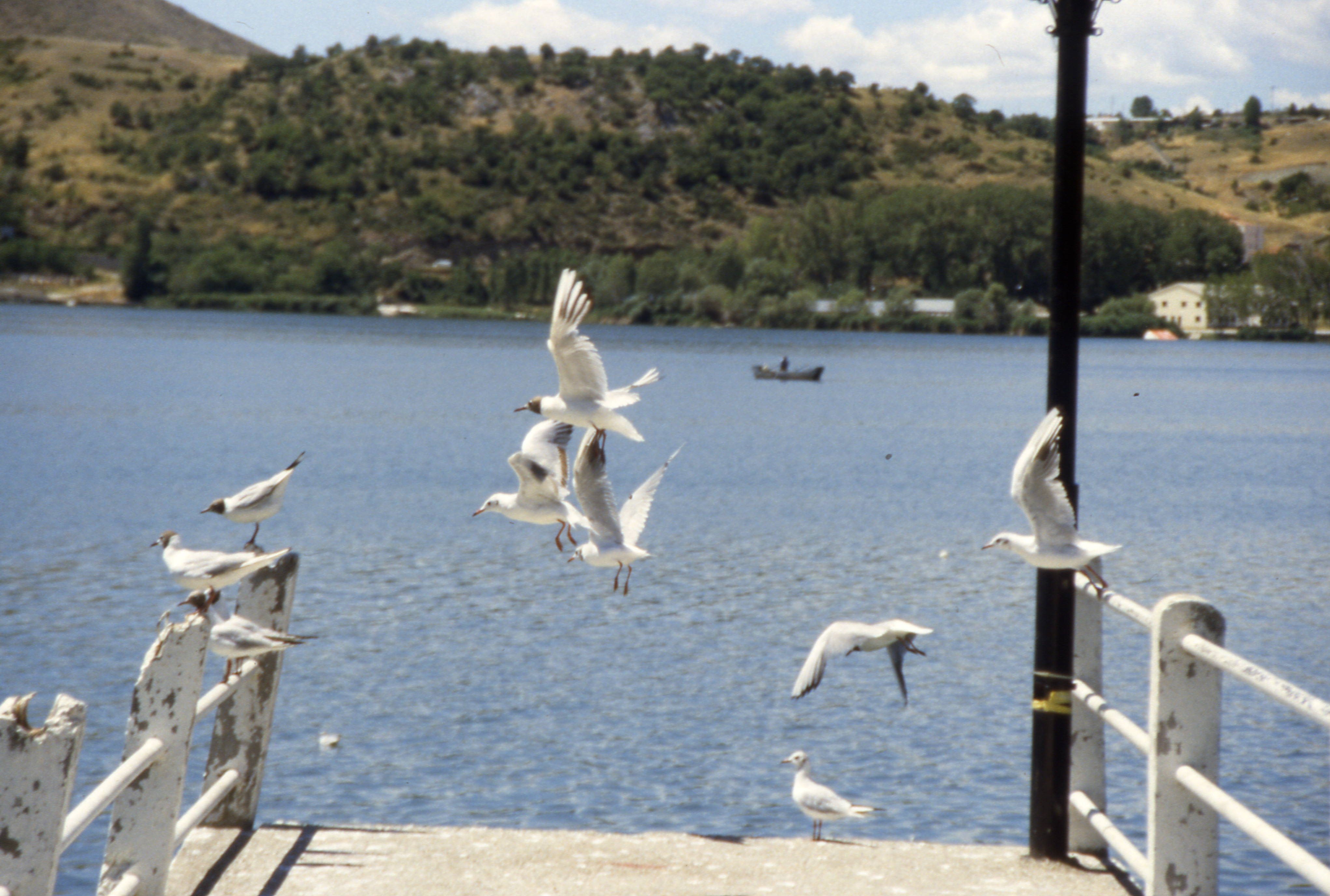
Impressionen

## Geografie
Die Stadt liegt auf einer Halbinsel, die in den Kastoria- oder Orestida-See (Λίμνη Ορεστίδος) in Form einer 8 vom Westufer des Sees hinein ragt und auf rund 250 Meter über das See-Niveau (ca. 620 Meter über dem Meeresspiegel) ansteigt. Die Stadt liegt vor allem am Isthmus der Halbinsel, dem sogenannten Hals (griechisch λαιμός lemos), dehnt sich aber auch nach Osten in die Hügel der Halbinsel aus. Zwischen dem Stadtzentrum von Kastoria und dem Seeufer besteht in Teilen ein starkes Gefälle.
Die Entfernung nach Thessaloniki beträgt etwa 200 km Straßenverbindung in nordöstliche Richtung, Florina liegt etwa 60 bis 100 km Straßenverbindung entfernt (je nach Route).
Um den Kastoria-See befindet sich eine Hochebene, die das Zentrum der Gemeinde bildet und sich rund zehn Kilometer weit in die Berge nach Osten erstreckt. Nach Westen, Norden und Osten steigen die Berge des nördlichen Pindos-Gebirges auf, markante Berge sind im Nordwesten das Massiv des Triklario (1776 m), der Kastoria von der Gemeinde Prespes trennt, im Norden der Verno (2128 m) an der Grenze zu Florina und im Westen der Mouriki (1699 m), an dessen Nordflanke der Klisoura-Pass in die nordöstliche Nachbargemeinde Amyndeo führt. Im Süden setzt sich die Ebene in die Gemeinde Argos Orestiko fort. Westlich bildet die Staatsgrenze zu Albanien die Gemeindegrenze, die südwestlich der Gemeinde durch den Gipfel des Grammos markiert wird.
Das Gemeindegebiet durchfließt – westlich und südlich der Kernstadt – der Aliakmonas, dem hier, in seinem Oberlauf, zahlreiche Nebenflüsse aus den Tälern des Pindos zufließen, darunter der Gioli (Γκιόλι), der die Wasser des Kastoria-Sees und seiner neun oberirdischen Zuflüsse aufnimmt.
Trotz der Lage inmitten der mediterranen Klimazone können die Winter in Kastoria beträchtlich kalt werden. Im Januar 1967 fielen die Temperaturen so weit ab, dass der Kastoria-See vollständig zufror.

## Geschichte
Das Gebiet um Kastoria war schon in prähistorischer Zeit besiedelt. Nahe der Ortschaft Dispilio, 5 km südöstlich der Stadt Kastoria, wurden Überreste einer neusteinzeitlichen Siedlung am Ufer des Kastoria-Sees gefunden. Von besonderer wissenschaftlicher Bedeutung ist die dort gefundene Schrifttafel, die auf ein Alter von 5260 v. Chr. datiert wurde, das sogenannte „Dispilio Tablet“. Die Holzgebäude in Dispilio konnten 2024 für die Zeit zwischen 5328 und 5140 v. Chr. datiert werden.

### Antike
In der Antike war die in der Landschaft Orestis gelegene Stadt unter dem Namen Keletron (altgriechisch Κέλετρον) bekannt. Im Zweiten Makedonisch-Römischen Krieg (201–197 v. Chr.) ergab sich Keletron den römischen Truppen, die den griechischen Namen als Celetrum latinisierten. Mit der Teilung des Römischen Reiches fiel Keletron im Jahre 395 n. Chr. unter die Kontrolle des Byzantinischen Reiches.
Später wurde die Stadt nach dem römischen Kaiser Diokletian (um 240–312) Diokletianoupolis benannt. Im Jahre 550 n. Chr. versah der byzantinische Kaiser Justinian I. die Stadt mit einer Festungsanlage und nannte sie in Ioustinianoupolis um. Für die Herkunft des modernen Namens Kastoria gibt es zwei unterschiedliche Auffassungen. Die eine besagt: „Von Kastell (Kastron) stammt der Name der Stadt bei den Bulgaren, die sie als Kostur nach 850 und nach 990 besetzten, und bei den Griechen, die sie 1018 wieder zu Griechenland machten“. Pouliopoulos hält jedoch die Auffassung für wahrscheinlicher, dass der Name auf Kastor, den Biber, zurückzuführen ist, auch wenn dessen Vorkommen dort zwar möglich, aber nicht bezeugt ist.

### Mittelalter
Der bulgarische Zar Samuil eroberte Kastoria 990 für das erste bulgarische Reich, dessen Hauptstadt das weiter nördlich gelegene Ohrid war. 1018 gelang Kaiser Basileios II. die Rückeroberung Kastorias gegen den bulgarischen Zaren Iwan Wladislaw. Die Normannen unter ihrem Anführer Robert Guiscard und seinem Sohn Bohemund von Tarent drangen von Valona und Durazzo an der heutigen albanischen Adriaküste entlang des Flusses Devoll in das Landesinnere und eroberten Kastoria im Jahre 1083.
1218 wurde Kastoria vom Despotat Epirus erobert, unter dessen Herrschaft die Stadt knapp 40 Jahre verblieb. Im Jahre 1259 nahmen Truppen des byzantinischen Kaiserreiches Nikaia die Stadt ein, worauf der sich in der Stadt aufhaltende Despot von Epirus, Michael II. Angelos Kastoria verlassen musste.

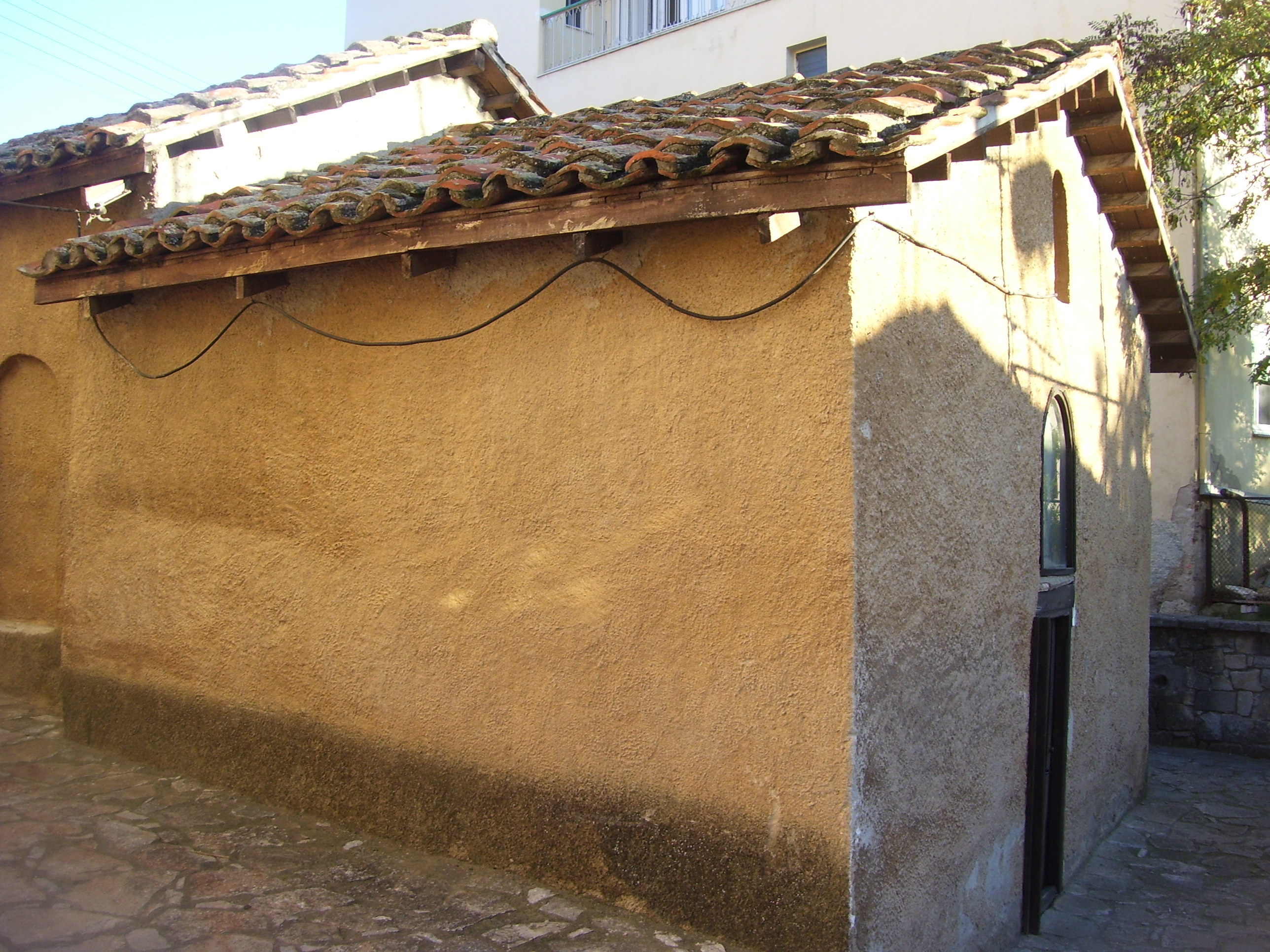
St. Athanasius von Muzaka Kirche

Der serbische König Stefan Uroš IV. Dušan eroberte Kastoria 1345, seine Nachfolger verloren sie 1371 in der Schlacht an der Mariza an Andrea II. Muzaka aus der begüterten albanischen Adelsfamilie Muzaka. Für diesen Sieg erhielt Andrea II. 1372 (kurz vor seinem Tod) vom byzantinischen Kaiser Johannes V. die Investitur von Kastoria Andreas Nachfolger wurde sein Sohn Theodor II. Muzaka, der letzte Herrscher der Stadt vor der osmanischen Eroberung (Schlacht von Savra) im Jahr 1385.
In den Jahren 1383/84 ließen die Brüder Theodor II. Muzaka und Stoya Muzaka zusammen mit dem Mönch Dionysius die griechisch-orthodoxe Kirche St. Athanasius von Muzaka Kirche erbauen, die heute eine der wichtigsten byzantinischen Denkmäler der Region ist.

### Osmanische Ära
Unter der osmanischen Herrschaft steigt die wirtschaftliche Bedeutung Kastorias, vor allem durch das Pelz- bzw. Kürschnerhandwerk, erheblich an. Neben Siatista und Ohrid war Kastoria regelmäßig auf Messen und Märkten zwischen Leipzig und Istanbul vertreten. In der zweiten Hälfte des 17. Jahrhunderts stiftete der Pelzhändler Manolakis aus seinem privaten Vermögen eine kirchliche Hochschule in Konstantinopel. Auch in Kastoria selbst bestand eine bedeutende griechische Schule. Als griechische Händler aus Kastoria waren beispielsweise im Jahre 1767 Johann Narantzi (Ioannis Narantzis) und Ralli Diamandi in Wien bekannt. Der englische Reisende William Martin Leake berichtet Anfang des 19. Jahrhunderts, dass sich die Bevölkerung von Kastoria aus 600 Familien zusammensetze: ein Zehntel davon seien jüdische Familien, die restliche Bevölkerung teile sich gleichmäßig zwischen Griechen und Türken auf. Die die Stadt umgebenden Dörfer gibt Leake – mit Ausnahme einiger osmanischer Verwaltungsbeamten – als ausschließlich griechisch an. Eine slawische Bevölkerungsgruppe erwähnt Leake aus unbekannten Gründen nicht. Leake bemerkt, dass Kastoria seit seiner Beschreibung durch Anna Komnena in ihrer Alexiade seit dem 12. Jahrhundert im Wesentlichen unverändert sei.
Zu Beginn des 19. Jahrhunderts beschrieb der französische Konsul bei Ali Pascha in Janina, François Pouqueville, die Stadt und die Region von Kastoria: Die Stadt hat um die fünfzehnhundert Familien, Christen, Moslems und Juden. Die Bewohner des Umlands, verstehen jedoch nur ihre eigene Sprache, Bulgarisch […] In dieser Zeit unterstand der Bischof von Kastoria dem Erzbischof in Ohrid.

### Neuere Geschichte
Im Jahr 1900 setzte sich die Bevölkerung der Stadt nach Angaben des bulgarischen Ethnographen Wassil Kyntschow folgendermaßen zusammen: 3000 Griechen, 1600 Türken, 750 Juden, 300 Albaner, 300 Slawen („Bulgaren“) und 240 Roma. Schriftliche Hinweise für eine jüdische Gemeinde finden sich ab dem Jahr 1400. In diesem Zeitraum hat der jüdische Vorbeter David B. Elieser in Kastoria gelebt. Nach Irmela Banco waren Kastoria und Kozani sowie Serres die „wichtigsten Griechenstädte in Makedonien“. 1445 wird ein bulgarischer Bevölkerungsanteil durch das Stadtregister offiziell registriert. Am Karsamstag des Jahres 1944 luden deutsche Angehörige der Wehrmacht die etwa 1000 in Kastoria lebenden Juden auf Lastwagen. Von ihnen überlebten nur 30 in Auschwitz, von denen einer nach Kastoria zurückkehrte.
Kastoria wurde in der Zeit der osmanischen Herrschaft als ein Zentrum der griechischen Kultur angesehen, in welchem die griechische Sprache, Sitten und Gebräuche sowie die griechisch-orthodoxe Religion gepflegt wurden. Handel und Wirtschaft in der Region blühten, die Pelzwirtschaft entstand. Kunst und Literatur konnten sich entfalten.
Die Herrschaft des Osmanischen Reiches endet 1912: Im Verlauf des Ersten Balkankrieges wurde die Stadt Kastoria am 15. November 1912 von griechischen Truppen erobert. 1913 wird Kastoria im Frieden von Bukarest endgültig dem griechischen Staat zugeordnet. Zwischen 1912 (Ende des Ersten Balkankrieges) und 1922 (Ende des Griechisch-Türkischen Krieges) wurden in der heutigen Verwaltungsregion Westmakedonien, darunter auch die Präfektur und Stadt Kastoria, erhebliche Bevölkerungsanteile „ausgetauscht“. Bulgarische und türkische Bevölkerungsanteile verließen die Region bzw. mussten sie verlassen, griechische Bevölkerungsanteile zogen freiwillig oder aufgrund von Vertreibungen aus ihren ursprünglichen Siedlungsgebieten in Kleinasien zu. Ende der 1920er Jahre hatte Kastoria rund 10.000 Einwohner.
Im Zweiten Weltkrieg wurde Kastoria Mitte April 1941 im Rahmen des Unternehmens Marita von deutschen Truppen erobert. Der erste Angriff der eingesetzten Leibstandarte SS Adolf Hitler scheiterte am 15. April 1941 zunächst am heftigen griechischen Widerstand. Der vorausgegangene Italienisch-Griechische Krieg, der am 28. Oktober 1940 mit dem Einmarsch italienischer Truppen von Albanien aus begonnen hatte, zeitigte keine Kampfhandlungen in der Stadt. Nach der griechischen Kapitulation Ende April 1941 wurde Kastoria der italienischen Besatzungszone zugeschlagen. Die italienische Besatzung dauerte bis September 1943, dem Zeitpunkt des Übertritts Italiens von den Achsenmächten zu den Alliierten, an. Das deutsche Regiment „Brandenburg“ hatte die Aufgabe erhalten, die knapp 3000 in Kastoria stationierten italienischen Soldaten des 1. Regimentes der Division „Pinerolo“ (heutiger italienischer Truppenverband: Infanteriebrigade Pinerolo) zu entwaffnen, was trotz erheblicher Spannungen ohne Anwendung von Waffengewalt gelang.
Im Griechischen Bürgerkrieg von 1946 bis 1949 erlebte Kastoria im Dezember 1947 einen massiven Zustrom von Flüchtlingen aus den umliegenden Dörfern; 12.000 Flüchtlinge konzentrierten sich in den beiden Städten Kastoria und Argos Orestiko. Wenige Monate später, im März 1948, beherbergte die 1940 rund 11.000 Einwohner zählende Stadt Kastoria zeitweilig bis zu 6000 Flüchtlinge aus den Dörfern in der Umgebung.

## Wirtschaft

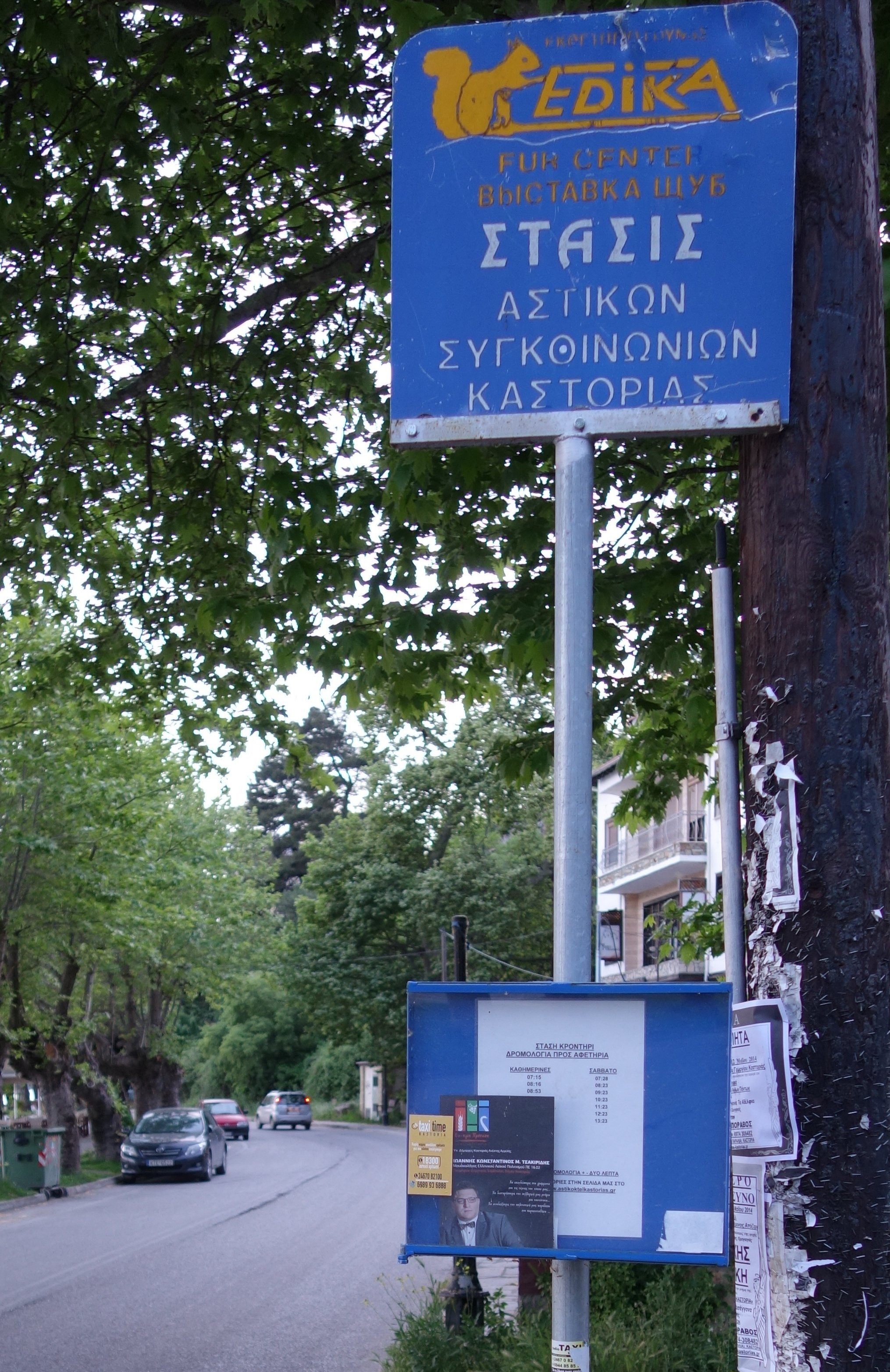
„EDIKA Pelzzentrum Kastoria“ (an allen Busstops Kastorias)

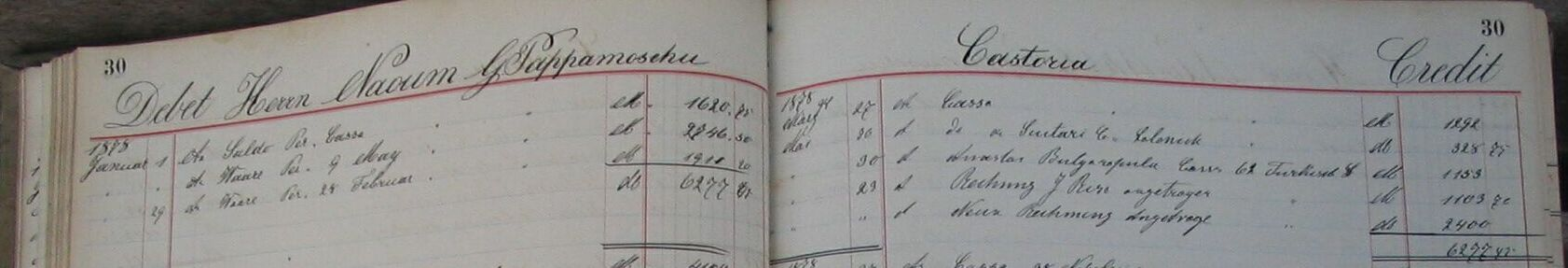
Hauptbuch eines Leipziger Rauchwarenhändlers: Verkäufe im Jahr 1878 an Naoum G. Pappamoschu, zwei Seiten von diversen weiteren mit Kürschnern oder Kaufleuten aus Kastoria

Im Hochmittelalter war Kastoria eine reiche Stadt mit vermögenden Handelsherren.
Aus Ursprüngen in etwa dem 14./15. Jahrhundert entwickelte sich Kastoria und die nahegelegene Provinzgemeinde Siatista zu einem Zentrum des Pelzhandels und des Kürschnerhandwerks. Ein weiterer Ort der Pelzverarbeitung und des damit verbundenen Pelzhandels war bis etwa Ende des 19. Jahrhunderts die, damals türkische, nordmazedonische Stadt Ohrid. Kastoria ist dagegen bis heute ein Mittelpunkt der Pelzresteverwertung und Pelzverarbeitung Europas und ein Hauptort der Pelz- und Lederwirtschaft geblieben. 1939 wurde die Einfuhr von Pelzstücken, in Kastoria heute „kommatiasta“ genannt, ausdrücklich den beiden Orten vorbehalten. 1951 wurde diese Alleinstellung durch ein Gesetz bestätigt, das die Einfuhr und Verarbeitung von Pelzstücken für Kastoria und Siatista zollfrei stellte; für das restliche Griechenland bestand dagegen ein Einfuhrsteuersatz von 25 Prozent. 1984 entfiel die Stempelpflicht für zur Verarbeitung nach Kastoria zur Verarbeitung eingeführte Felle; das Stempeln sollte bis dahin verhindern, dass die fertigen Pelze in Griechenland verbleiben, wo auf Luxusgütern wie Pelzen ein Steuersatz von 180 Prozent lastete.

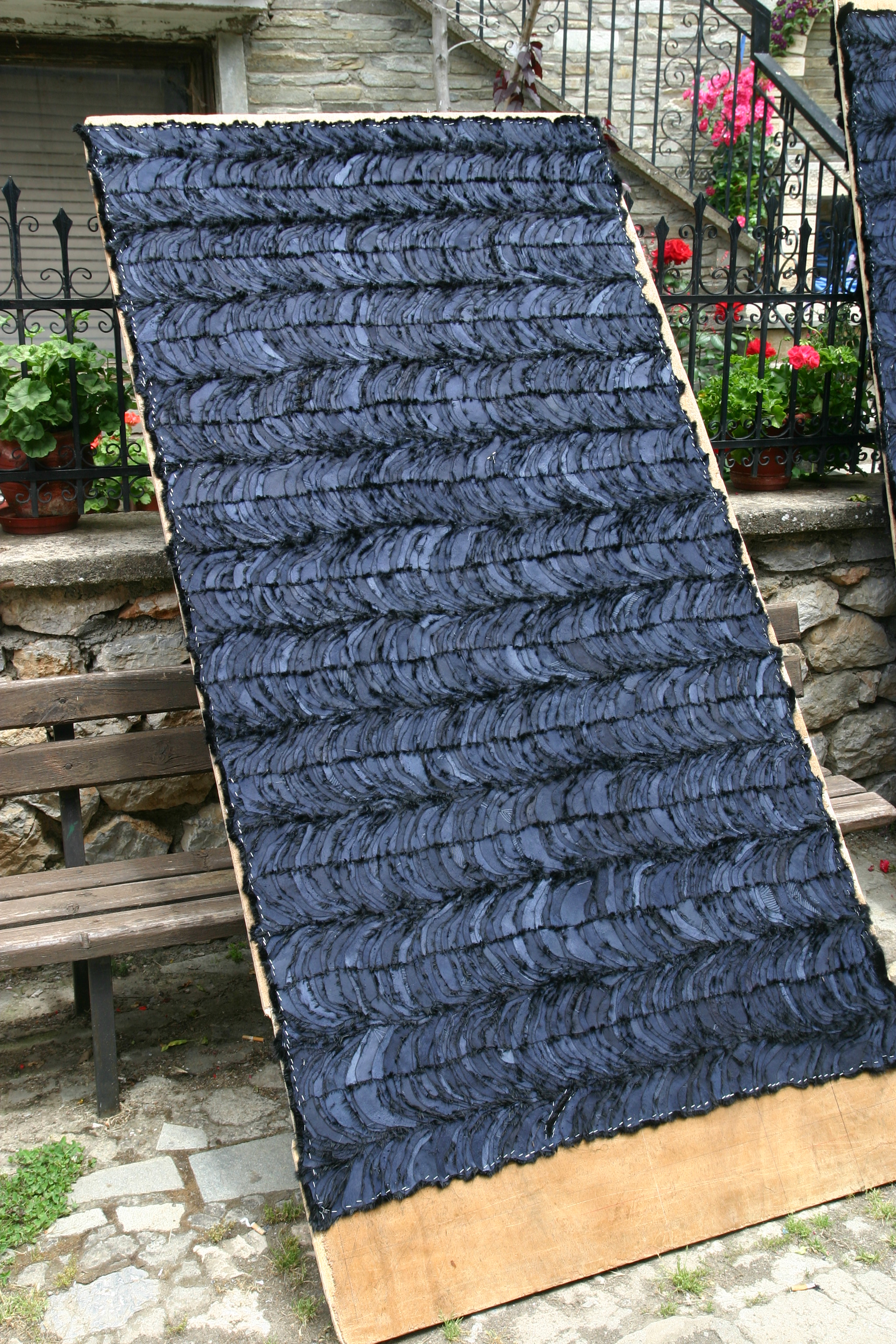
Typische Straßenszene in Kastoria:
Ein Pelznäher hat eine Zweckplatte mit einem Nerzpfotenbody zum Trocknen aufgestellt.

1978, etwa zum Ende der Hauptzeit des damaligen Pelzbooms, schätzte man die Zahl der Pelzbetriebe in Kastoria auf über 2500 (von etwa 3400 registrierten Gewerbebetrieben) mit etwa 10.000 Beschäftigten. Pouliopoulos schrieb im selben Jahr in seiner Untersuchung, die Exportgüter Kastorias sind ausschließlich Pelzwaren. – Die Pelzstückeproduktion (Bodys aus Fellresten) schätzt die Handelskammer von Kastoria, macht mehr als 70 % der Weltproduktion aus. Dieser Wirtschaftszweig ist noch heute auf internationalen Märkten erfolgreich, auch sind griechische Pelzkaufleute und Konfektionäre auf der ganzen Welt ansässig und pflegen die Verbindungen in ihre Heimat, wenngleich auch griechische Unternehmer die Produktion zunehmend nach Billiglohnländern, vor allem auf den chinesischen Pelzmarkt, verlagerten. Die im Jahr 2011 zum 36. Mal veranstaltete Pelzmesse International Fur Fair of Kastoria gehört zu den wichtigsten europäischen Veranstaltungen dieses Wirtschaftszweiges, 1200 der Messegäste waren nach Angabe der Veranstalter reine Fachbesucher. Im Jahr 2013 fand die 38. Messe des Pelzverbandes „Prophet Elias“ nach vier Jahren intensiver Bauzeit erstmals in einem neuen, größeren Zentrum mit 13.000 m² Ausstellungsfläche statt, die Fläche soll auch zur Durchführung anderer Ausstellungen genutzt werden.
2012, in der Zeit der großen Wirtschaftskrise Griechenlands in der Europäischen Union, war Kastoria die einzige geografische Region in Griechenland, in der die Exporte die Importe überwogen und damit, vor allem aufgrund seiner natürlichen Ressourcen und der Pelzindustrie, die wichtigste Wirtschaftsregion des Landes. Laut einer von der IEES Abe, der griechischen Textil- und Bekleidungsindustrie, zur Verfügung gestellten Studie ist der Pelz trotz zurückgehender Zahlen immer noch die Nummer eins des Exportsektors im Westen Makedoniens (2012). Im Mai 2013 verzeichnete die nordamerikanische Nerzfellauktion von American Legend eine Rekordbesucherzahl, Käufer aus Griechenland bestimmten das Kaufgeschehen und wurden unterstützt von Brokern aus Hongkong / China.
Für eine ausführliche Beschreibung der Pelzverarbeitung in Kastoria und Siatista siehe den Artikel → Pelzreste.
Weitere Wirtschaftsfaktoren sind u. a. der Handel und die Verarbeitung einheimischer Produkte, insbesondere Weizen, Äpfel, Wein und Fisch, typisch für Kastoria sind Bohnen.

## Verkehr
Der Norden und der Süden Kastorias sind von Uferstraßen gesäumt, dem Nikis- und dem Alexander-der-Große-Boulevard, die 1997 zu Promenadealleen umgestaltet wurden. Dazwischen führen Treppen und steile Straßen hinauf zum Sattel mit der Hauptstraße Kastorias, der Mitropoleos, in deren Umgebung die meisten der kleinen Kirchen und Kapellen liegen. Von Ntoltso aus führt eine von Eichenbäumen und Platanen gesäumte Uferstraße rund um die Halbinsel.
Die Stadt hat gute Verkehrsverbindungen. Die Nationalstraße 15 führt nach Norden in Richtung Florina, Amyndeo, Ptolemaida und Kozani. Über diese Straße wird Kastoria auch mit Korce in Albanien verbunden, dessen Grenze nur 30 km Luftlinie entfernt liegt. Die Nationalstraße 15 führt auch nach Süden gen Siatista entlang des Tals des Aliakmonas. Die Abschnitte von der albanischen Grenze bei Kristallopigi bzw. Ieropigi bis Siatista werden zukünftig durch die Autobahn 15 ersetzt, welche sich in Bau befindet, und Albanien mit der Autobahn 2 bei Siatista verbindet. Der Abschnitt südlich und östlich von Kastoria ist bereits fertiggestellt. Es gibt keine Eisenbahnanbindung an Kastoria.

### Flughafen Kastoria
Der Flughafen Kastoria, auch bekannt als „Aristotelis Airport“ ( IATA: KSO, ICAO: LGKA), liegt in der Gemeinde Argos Orestiko, 10 Kilometer von Kastoria entfernt und wurde im März 1971 eröffnet. Die asphaltierte  Start- und Landebahn mit einer Ausrichtung von 12/30 ist 2698 Meter lang und 45 Meter breit. Der Flughafen liegt auf einer Höhe von 661 Meter (2167 ft) über dem Meeresspiegel.

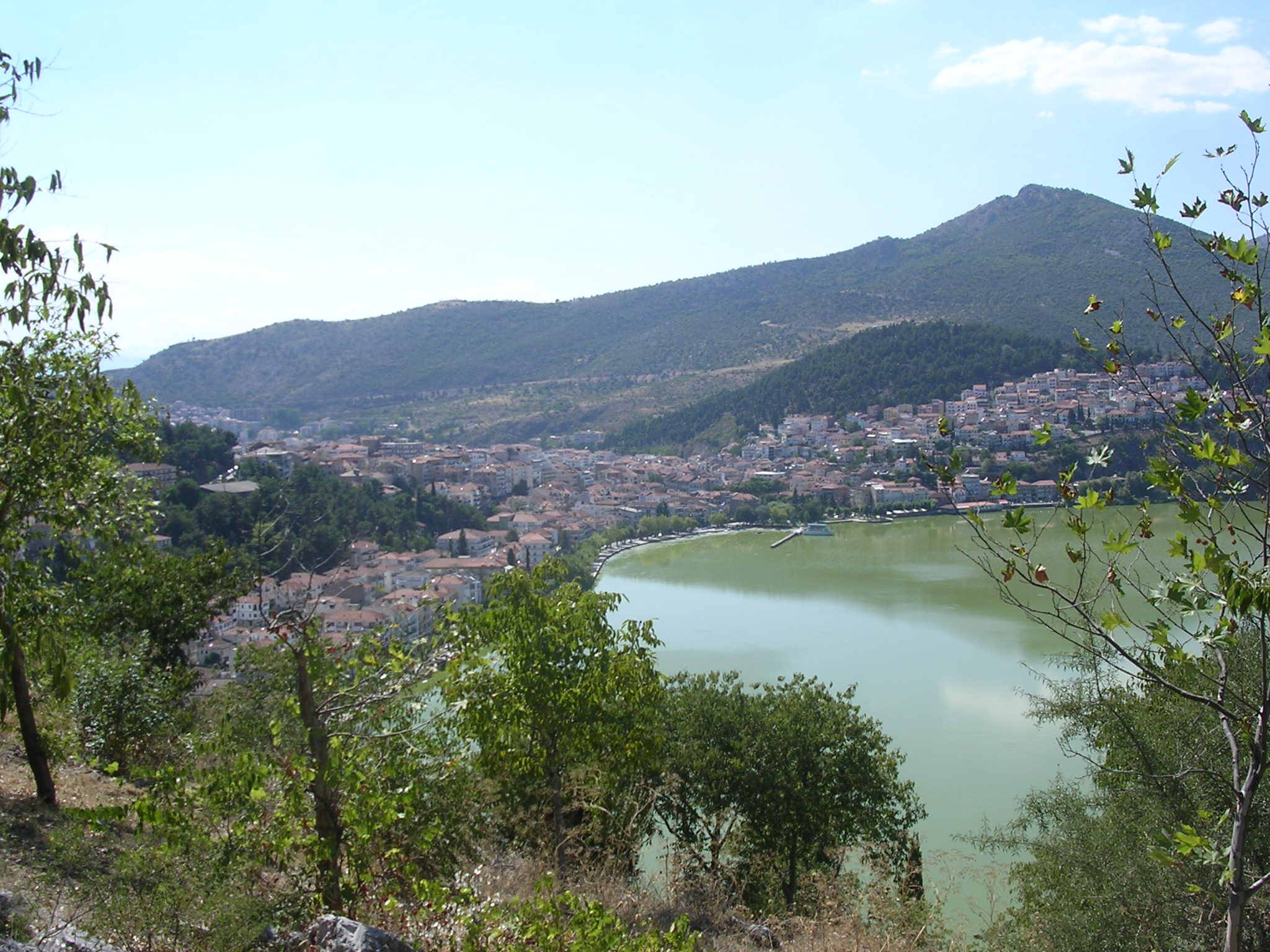
Kastoria

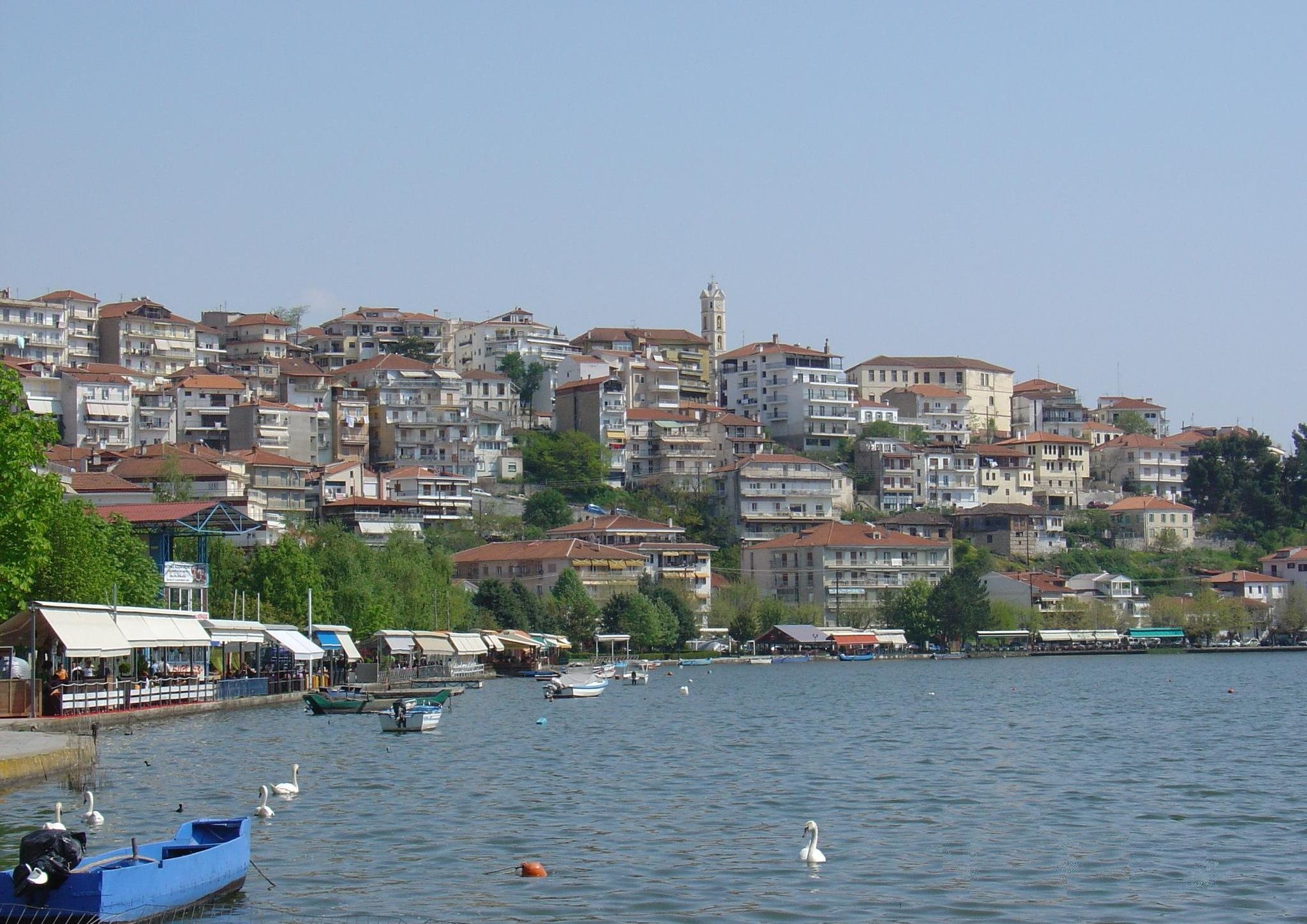
Blick auf die Südseite der Stadt Kastoria über den gleichnamigen See

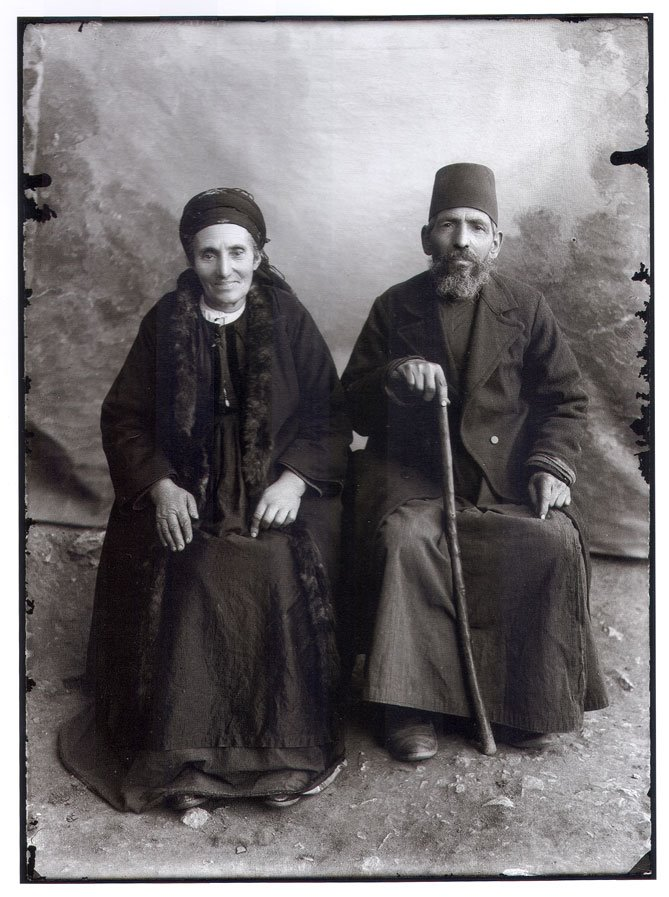
Foto eines jüdischen Ehepaares aus Kastoria, um 1900

## Verwaltungsgliederung, Bevölkerung und Politik

### Verwaltungsgliederung
1918 wurde Kastoria durch den griechischen Staat als Landgemeinde (kinotita) anerkannt. Die Hochstufung zur Stadtgemeinde (dimos) erfolgte 1946. 1997 wurde Kastoria im Rahmen der griechischen Kommunalverwaltungsreform mit einigen Nachbargemeinden vereint; 2010 wurden anlässlich einer erneuten Verwaltungsreform acht Gemeinden der Umgebung in die Gemeinde Kastoria eingemeindet. Die Gemeinden vor 2010 bilden seither Gemeindebezirke (Ez. gr. dimotiki enotita), die vormaligen Gemeindebezirke werden als Stadtbezirke (dimotiki kinotita) oder Ortsgemeinschaften (topiki kinotita) geführt, die durch lokale Räte vertreten werden. Die Einwohnerzahlen entstammen dem Ergebnis aus der Volkszählung 2011.
- Gemeindebezirk Agia Triada – Δημοτική Ενότητα Αγίας Τριάδας – 6.568 Einwohner
  - Stadtbezirk Maniaki – Δ. Κ. Μανιάκων – Μανιάκοι – 3.055 Einwohner
  - Ortsgemeinschaft Avgi – Τ. Κ. Αυγής – Αυγή – 159 Einwohner
  - Ortsgemeinschaft Chiliodendro – Τ. Κ. Χιλιοδένδρου – Χιλιόδενδρο – 610 Einwohner[48]
  - Ortsgemeinschaft Koromilia – Τ. Κ. Κορομηλέας – Κορομηλιά – 342 Einwohner
  - Ortsgemeinschaft Lefki – Τ. Κ. Λεύκης – 961 Einwohner
    - Lefki – Λεύκη – 379 Einwohner
    - Nea Lefki – Νέα Λεύκη – 582 Einwohner

  - Ortsgemeinschaft Omorfokklisia – Τ. Κ. Ομορφοκκλησιάς – Ομορφοκκλησιά – 23 Einwohner
  - Ortsgemeinschaft Pendavryso – Τ. Κ. Πενταβρύσου – 618 Einwohner
    - Pendavryso – Πεντάβρυσο – 599 Einwohner
    - Ypsilo – Υψηλό – 19 Einwohner

  - Ortsgemeinschaft Poria – Τ. Κ. Πορείας – Πορειά – 512 Einwohner[48]
  - Ortsgemeinschaft Tsakoni – Τ. Κ. Τσάκονης – Τσάκονη – 288 Einwohner

- Gemeindebezirk Agii Anargyri – Δημοτική Ενότητα Αγίων Αναργύρων – 2.138 Einwohner
  - Ortsgemeinschaft Korisos – Τ. Κ. Κορησού – 1.020 Einwohner
    - Agios Nikolaos – ο Άγιος Νικόλαος – 22 Einwohner
    - Korisos – Κορησός – 998 Einwohner

  - Ortsgemeinschaft Lithia – Τ. Κ. Λιθιάς – Λιθιά – 311 Einwohner
  - Ortsgemeinschaft Melissotopos – Τ. Κ. Μελισσοτόπου – 354 Einwohner
    - Melissotopos – Μελισσότοπος – 172 Einwohner
    - Moni Agion Anargyron – Μονή Αγίων Αναργύρων – 9 Einwohner
    - Stavropotamos – Σταυροπόταμος – 173 Einwohner

  - Ortsgemeinschaft Vasiliada – Τ. Κ. Βασιλειάδος – 453 Einwohner
    - Agia Paraskevi – Αγία Παρασκευή – 31 Einwohner
    - Vasiliada – Βασιλειάδα – 325 Einwohner
    - Verga – Βέργα – 97 Einwohner

- Gemeindebezirk Kastoria – Δημοτική Ενότητα Καστοριάς – 16.958 Einwohner
  - Stadtbezirk Kastoria – Δ. Κ. Καστοριάς – 16.958 Einwohner
    - Aposkepos – Απόσκεπος – 139 Einwohner
    - Chloe – Χλόη – 3.079 Einwohner
    - Kastoria – Καστοριά – 13.387 Einwohner
    - Kefalari – Κεφαλάρι – 353 Einwohner

- Gemeindebezirk Kastraki – Δημοτική Ενότητα Καστρακίου – 560 Einwohner
  - Ortsgemeinschaft Dendrochori – Τ. Κ. Δενδροχωρίου – Δενδροχώρι – 266 Einwohner
  - Ortsgemeinschaft Ieropigi – Τ. Κ. Ιεροπηγής – Ιεροπηγή – 294 Einwohner

- Gemeindebezirk Klisoura – Δημοτική Ενότητα Κλεισούρας – 259 Einwohner
  - Ortsgemeinschaft Klisoura – Τ. Κ. Κλεισούρας – 259 Einwohner
    - Klisoura – Κλεισούρα – 257 Einwohner
    - Moni Panagias – Μονή Παναγίας – 2 Einwohner

- Gemeindebezirk Korestia – Δημοτική Ενότητα Κορεστίων – 672 Einwohner
  - Ortsgemeinschaft Agios Andonios – Τ. Κ. Αγίου Αντωνίου – ο Άγιος Αντώνιος – 50 Einwohner
  - Ortsgemeinschaft Chalara – Τ. Κ. Χαλάρων – τα Χάλαρα – 13 Einwohner
  - Ortsgemeinschaft Gavros – Τ. Κ. Γάβρου – 363 Einwohner
    - Gavros – Γάβρος – unbewohnt
    - Neos Ikismos (‚Neue Siedlung‘) – Νέος Οικισμός – 363 Einwohner

  - Ortsgemeinschaft Kranionas – Τ. Κ. Κρανιώνος – Κρανιώνας – 5 Einwohner
  - Ortsgemeinschaft Makrochori – Τ. Κ. Μακροχωρίου – Μακροχώρι – 117 Einwohner
  - Ortsgemeinschaft Mavrokambos – Τ. Κ. Μαυροκάμπου – Μαυρόκαμπος – 6 Einwohner
  - Ortsgemeinschaft Melas – Τ. Κ. Μελά – 118 Einwohner
    - Ano Melas – Άνω Μελάς – 30 Einwohner
    - Melas – Μελάς – 88 Einwohner

- Gemeindebezirk Makedni – Δημοτική Ενότητα Μακεδνών – 3.220 Einwohner
  - Ortsgemeinschaft Dispilio – Τ. Κ. Δισπηλιού – Δισπηλιό – 976 Einwohner
  - Ortsgemeinschaft Mavrochori – Τ. Κ. Μαυροχωρίου – 1554 Einwohner
    - Mavrochori – Μαυροχώρι – 1.287 Einwohner
    - Krepeni – Κρεπενή – 210 Einwohner

  - Ortsgemeinschaft Polykarpi – Τ. Κ. Πολυκάρπης – Πολυκάρπη – 747 Einwohner

- Gemeindebezirk Mesopotamia – Δημοτική Ενότητα Μεσοποταμιάς – 4.224 Einwohner
  - Stadtbezirk Mesopotamia – Δ. Κ. Μεσοποταμιάς – 2.099 Einwohner
    - Kolokynthou – Κολοκυνθού – 744 Einwohner
    - Mesopotamia – Μεσοποταμιά – 1802 Einwohner
    - Pallinostoundes – Παλλινοστούντες – 112

  - Ortsgemeinschaft Agia Kyriaki – Τ. Κ. Αγίας Κυριακής – Αγία Κυριακή – 263 Einwohner
  - Ortsgemeinschaft Inoi – Τ. Κ. Οινόης – η Οινόη – 475 Einwohner
  - Ortsgemeinschaft Kalochori – Τ. Κ. Καλοχωρίου – Καλοχώρι – 398 Einwohner
  - Ortsgemeinschaft Pteria – Τ. Κ. Πτεριάς – 133 Einwohner
    - Akondi – Ακόντι – unbewohnt
    - Kato Pteria – Κάτω Πτεριά – 24 Einwohner
    - Pteria – Πτεριά – 109 Einwohner

- Gemeindebezirk Vitsi – Δημοτική Ενότητα Βιτσίου – 1.275 Einwohner
  - Ortsgemeinschaft Metamorfosi – Τ. Κ. Μεταμορφώσης – 325 Einwohner
    - Fotini – Φωτεινή – 186 Einwohner
    - Metamorfosi – Μεταμόρφωση – 139 Einwohner

  - Ortsgemeinschaft Oxya – Τ. Κ. Οξυάς – Οξυά – 41 Einwohner
  - Ortsgemeinschaft Polykeraso – Τ. Κ. Πολυκεράσου – Πολυκέρασο 15 Einwohner
  - Ortsgemeinschaft Sidirochori – Τ. Κ. Σιδηροχωρίου – Σιδηροχώρι – 82 Einwohner
  - Ortsgemeinschaft Tichio – Τ. Κ. Τοιχίου – Τοιχιό – 685 Einwohner
  - Ortsgemeinschaft Vyssinia – Τ. Κ. Βυσσινέας – Βυσσινιά – 127 Einwohner

### Bevölkerung
| Jahr | Einwohner | Veränderung        |
| ---- | --------- | ------------------ |
| 1981 | 20.660    | -                  |
| 1991 | 14.775    | – 5.885 (−28,48 %) |
| 2001 | 14.813    | 38 (2,57 %)        |

### Politik
Bei den Kommunalwahlen 2010 erreichte der unabhängige Kandidat Emmanouil Chatzisymeonidis im zweiten Wahlgang eine Mehrheit von 55,08 % und war damit Bürgermeister. Seine Wahlliste verfügte über 25 Sitze im Gemeinderat. Auf die Wahlliste des ND-Vertreters entfielen 10, auf die gemischte Liste des PASOK-Kandidaten 5 und auf die KKE ein Sitz. 2023 wurde Giannis Korentsidis im zweiten Wahlgang mit 50,5 % der Stimmen zum Bürgermeister Kastorias gewählt. Er übte dieses Amt bereits von 2019 bis 2023 aus.

### Städtepartnerschaften
Kastoria listet folgende fünf Partnerstädte auf:
| Stadt               | Land                          | seit |
| ------------------- | ----------------------------- | ---- |
| Haining             | Zhejiang, Volksrepublik China | 2000 |
| Paralimni           | Famagusta, Zypern             | 2008 |
| Plowdiw             | Bulgarien                     | 2005 |
| Schewtschenko, Kiew | Ukraine                       | 1998 |
| Wanneroo            | Australien                    | 1992 |

## Sehenswürdigkeiten
- Der Kastoris oder auch Orestias-See (620 m über NN, 28,7 km², Tiefe 7–15 m)
- Museen in Kastoria sind das Volkskundemuseum, das Byzantinische Museum, das Ikonenmuseum.
- Die Drakou-Höhle, eine Kalksteinhöhle mit Stalkatiten und Süßwasserseen
- Eine Reihe von Bürgerhäusern makedonischer Pelzhändler dokumentiert den Wohlstand dieses Berufsstandes.
- In der Stadt befinden sich 72, durchwegs kleine, aber sehenswerte byzantinische Kirchen sowie ein ehemaliges Kloster. Einige hiervon sind als Kunstdenkmäler eingestuft, so beispielsweise die größte der Kirchen, die Agii Anagyri aus dem 10. Jahrhundert, oder die Kirche Agios Nikolaos tou Kasnitsi.[52][53] Die Panagia Koumbelidiki aus dem 11. Jahrhundert ist die einzige Kirche mit einem runden Turm („Kumbes“, türkisch für Kreis). Die Fresken, die den ganzen Innenraum bedecken, entstanden 200 Jahre später. An der Decke ist ein Dreifaltigkeitsfresko – in ganz Griechenland soll es nur diese bildliche Darstellung Gottvaters geben.[39]
- Reste der Stadtmauer aus dem Jahr 535 befinden sich noch neben der Nomarchia, dem Amtssitz des Präfekten.[39]
- Bauten aus der osmanischen Epoche, heute wohl meist im „malerisch verfallenden Zustand“, sind der Basar, eine Moschee und der Ḥammām.[39]

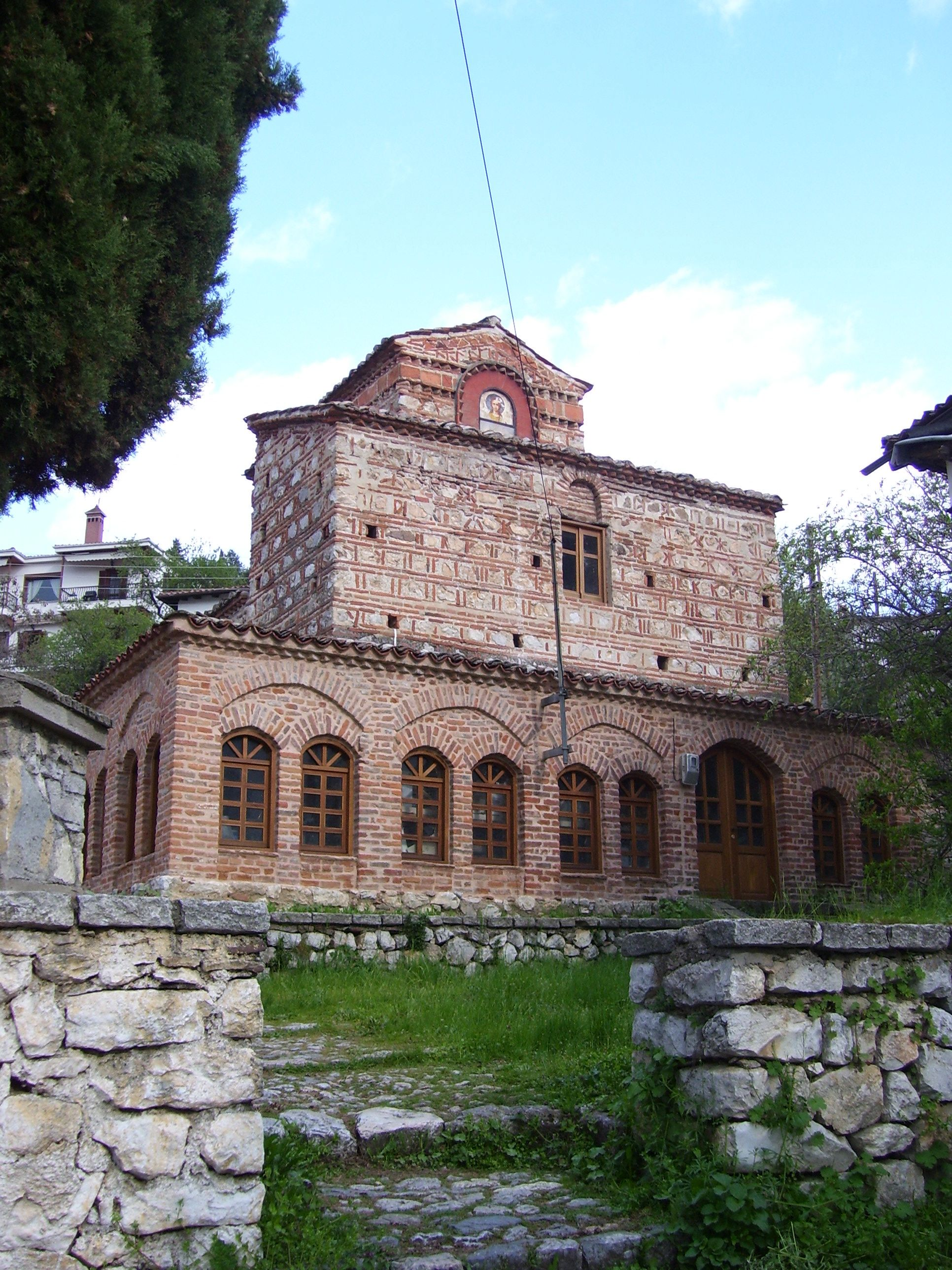
Kirche des Heiligen Stephanos
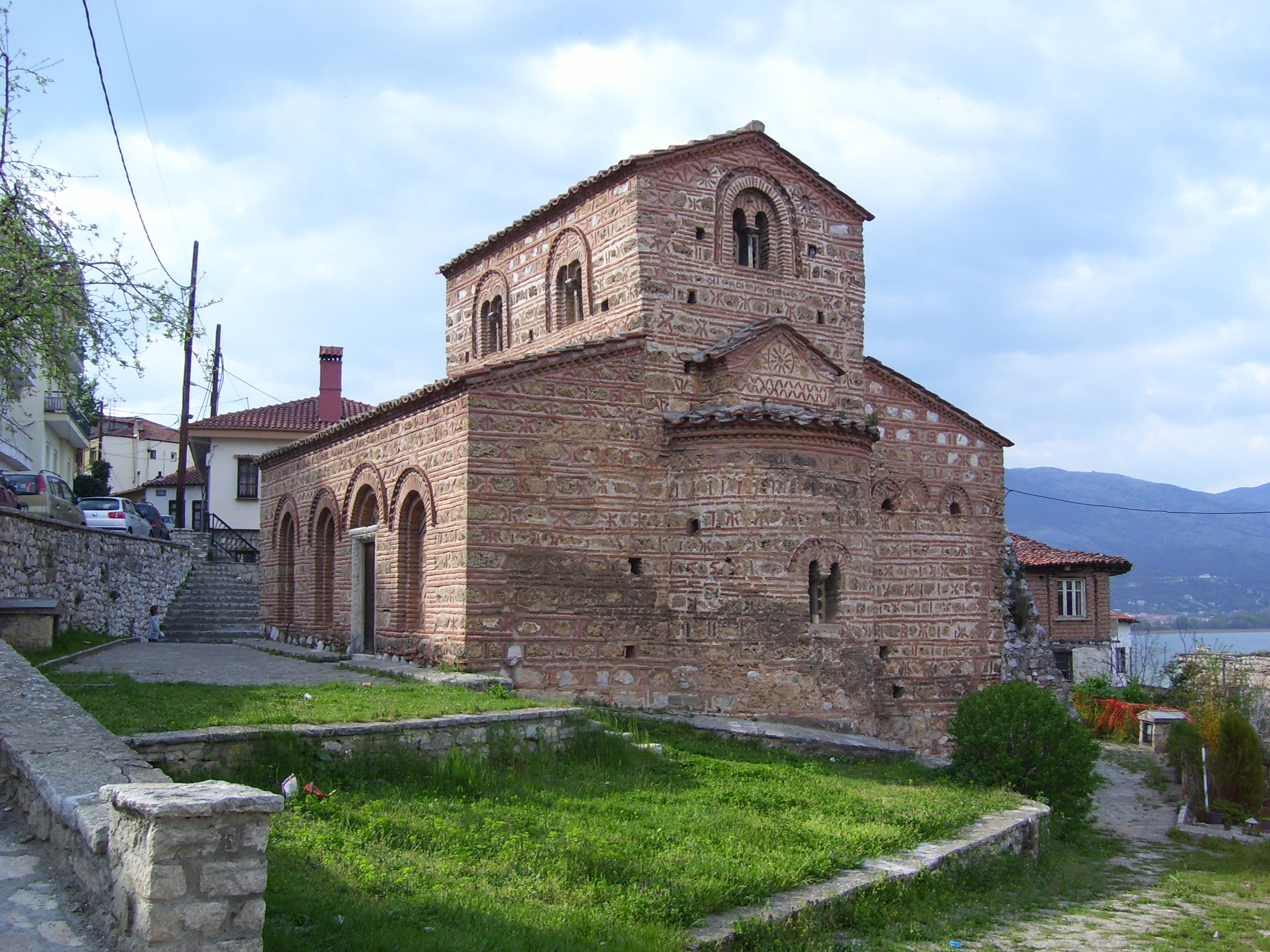
Kirche „Agii Anagiri“ erbaut 1256
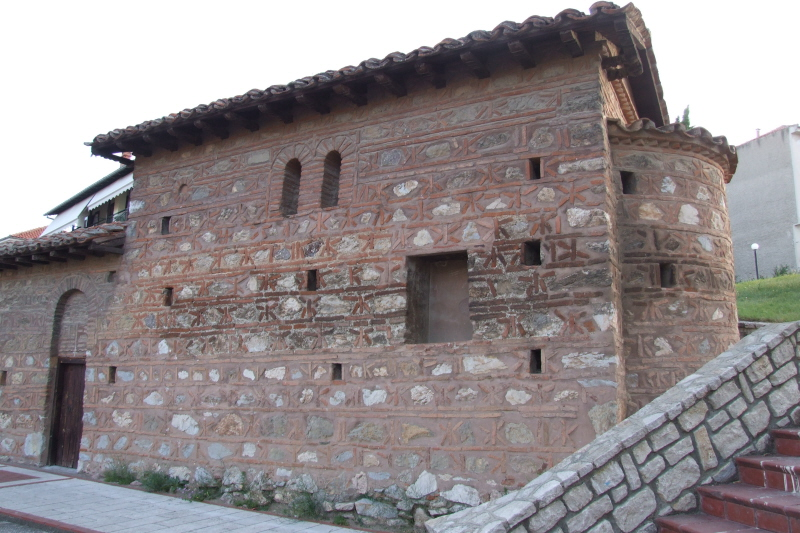
Kirche Taxiarchis Gymnasiou
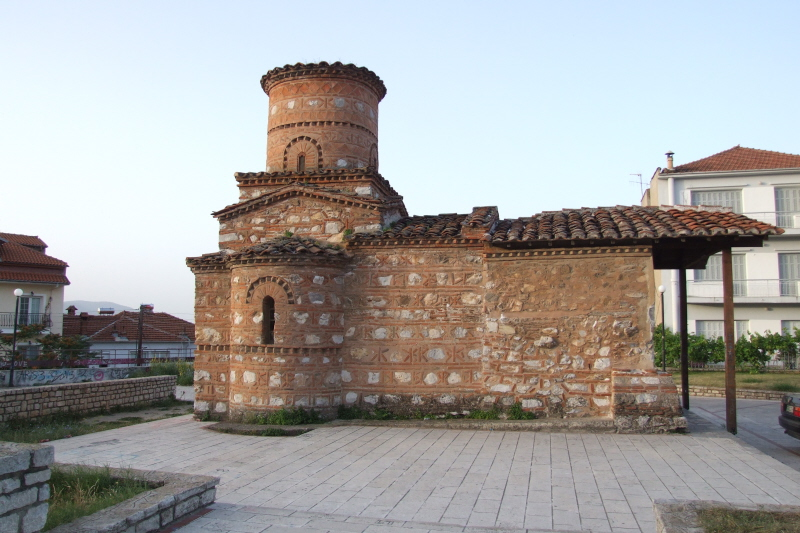
Kirche Panagia Koumbelidiki
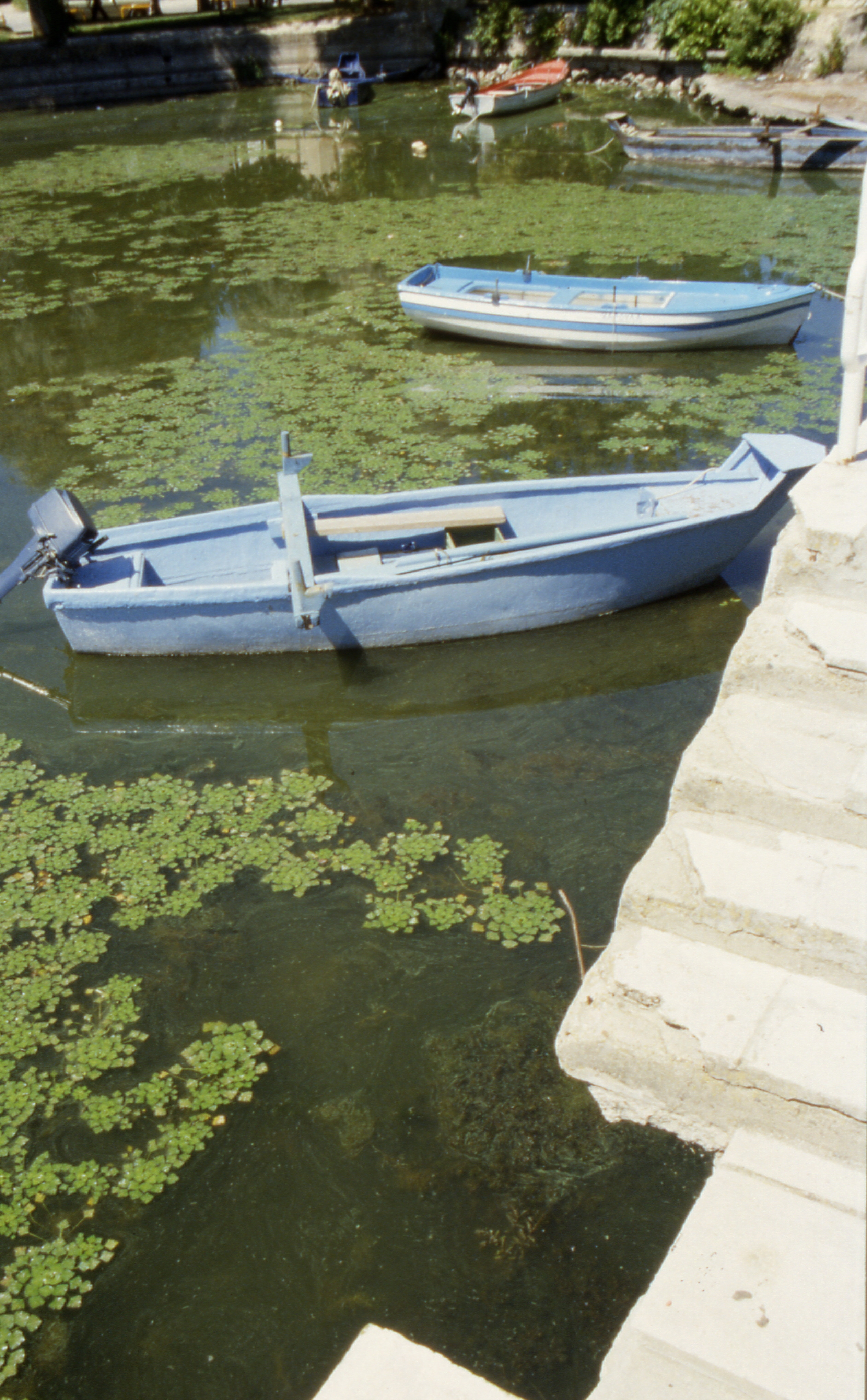
Boote auf dem See
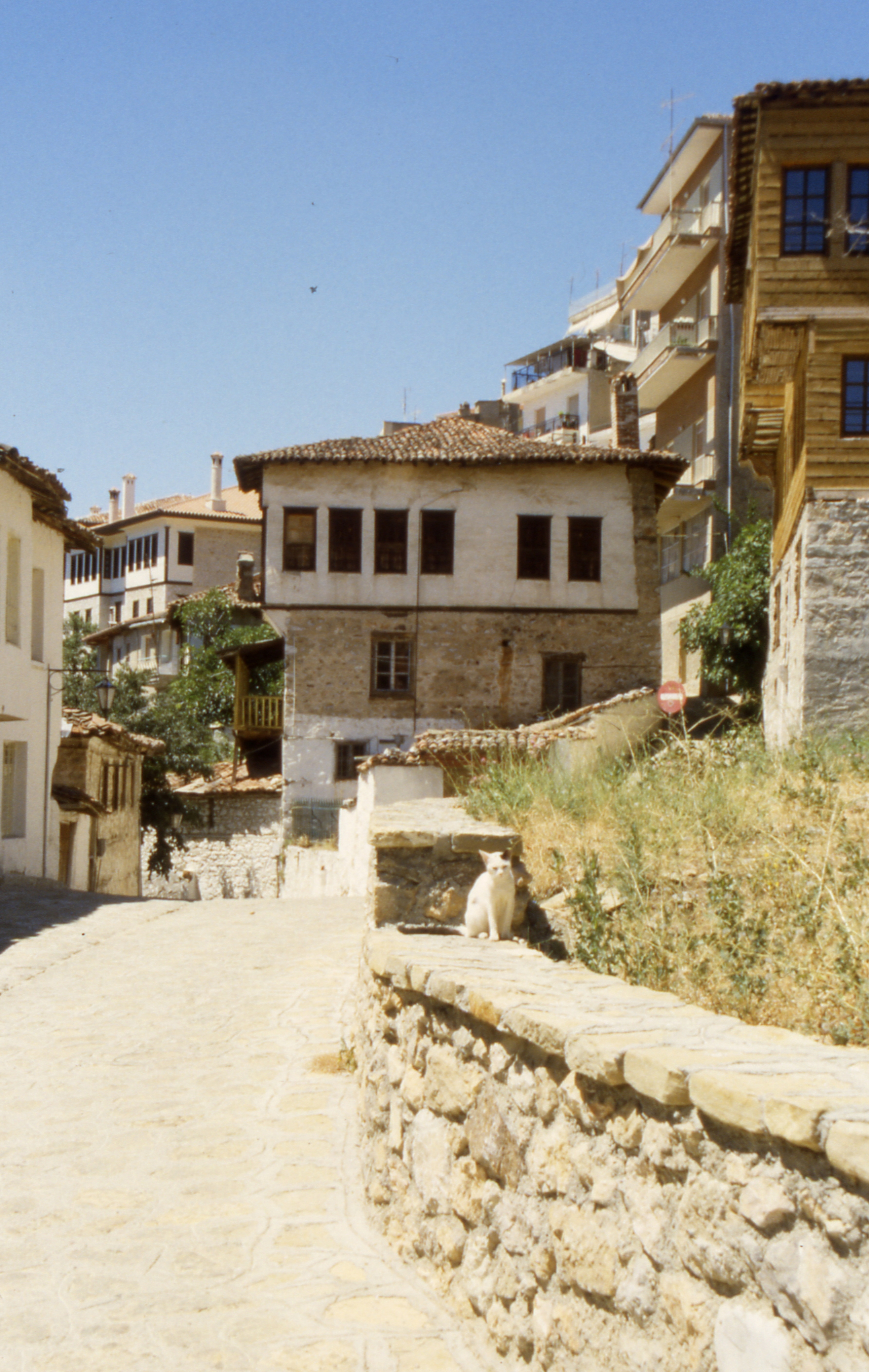
Häuser in Kastoria (2002)
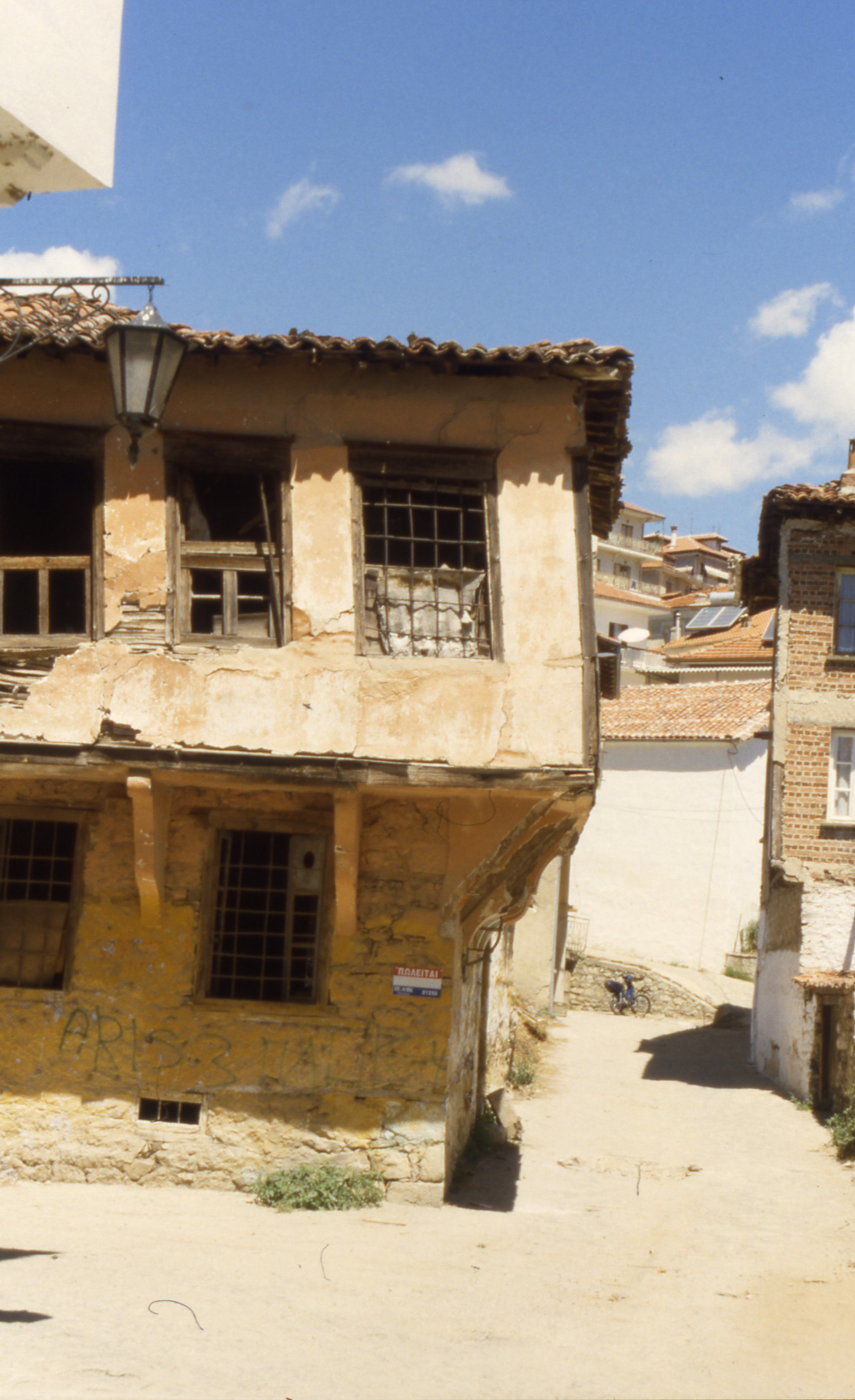
Haus in Kastoria mit auskragendem Sachnisi (2002)
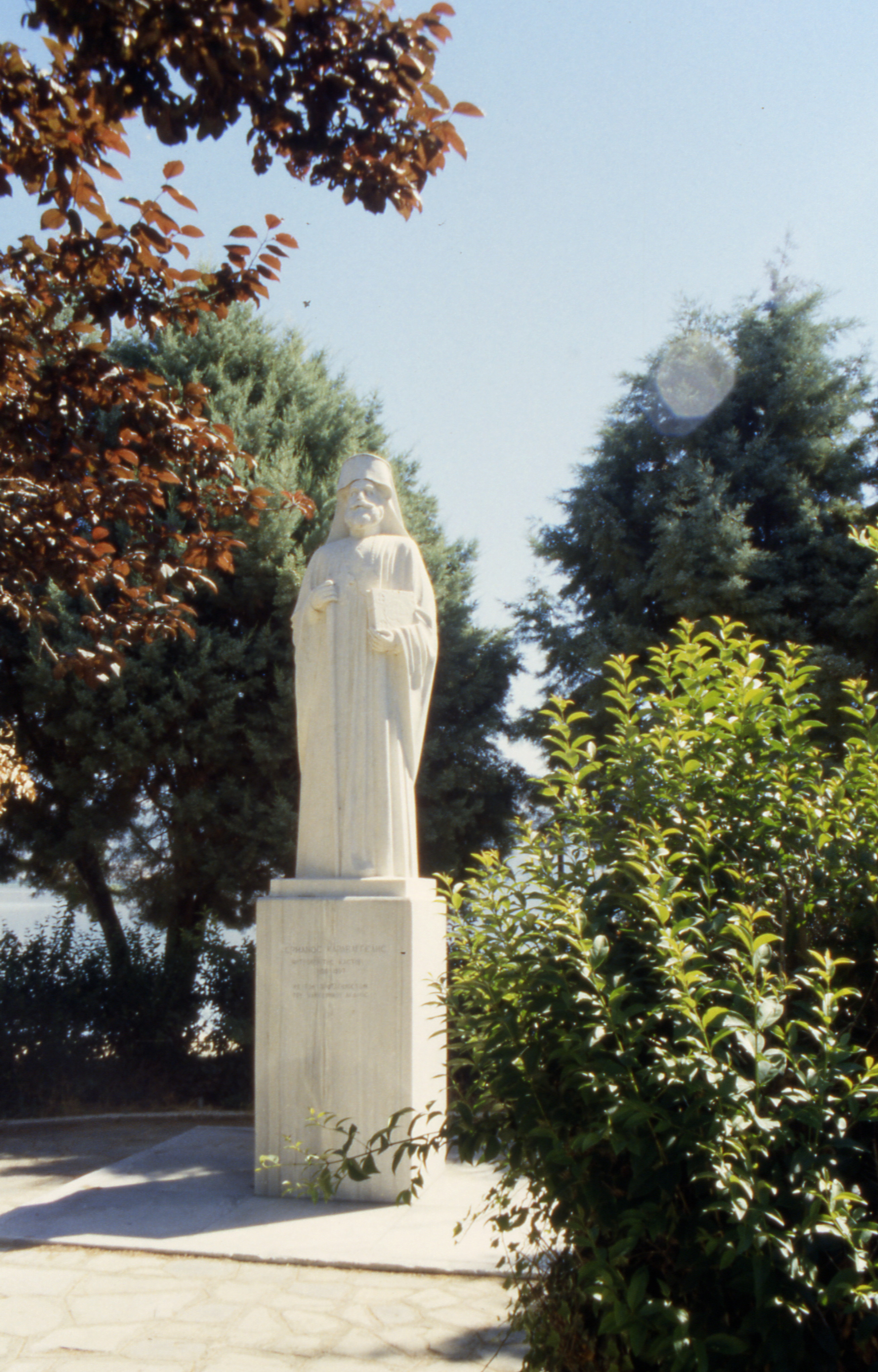
Denkmal in Kastoria

## Sport
Eine Attraktion in sportlicher Hinsicht ist der örtliche Fußballverein FC Kastoria, der im Amateurfußball (Kreisliga) spielt.Stand 2019 Als einem der wenigen Vereine aus der Provinz gelang dem FC Kastoria am 26. Mai 1980 mit einem 5:2-Finalsieg über Iraklis Saloniki der Pokalsieg; er schied dann in der ersten Runde des Pokalwettbewerbs der UEFA gegen den späteren Sieger Dynamo Tiflis aus.

## Söhne und Töchter der Stadt
- Evangelia Anastasiadou (* 2002), Ruderin
- Athanasios Christopoulos (1772–1847), Dichter
- Zikos Chua (* 2002), griechisch-singapurischer Fußballspieler
- Dimitrios Diamantidis (* 1980), griechischer Basketballspieler
- Vasiliki Gkatziou (* 1997), Handballspielerin
- Risto Kirjazovski (1923–2002), Partisan, Historiker, Verleger und Wissenschaftler
- Jagnula Kunovska (* 1943), Politiker, Jurist und Schriftsteller
- Nicholas Lambrinides, Gründer von Skyline Chili
- Maria Spyropoulou (* 1970), Experimentalphysikerin
- Lucas Samaras (1936–2024), Bildhauer
- Tobia ben Elieser, jüdischer Thora-Gelehrter und Poet im 11. Jahrhundert